# Very Efficient Large Aircraft
Very Efficient Large Aircraft (VELA) war ein Forschungsprojekt im 6. Rahmenprogramm der Europäischen Union (6th Framework Program) von 15. Oktober 2002 bis zum 14. Oktober 2005.

## Partner und Zielsetzung
Partner waren neben Airbus zahlreiche nationale Luftfahrtforschungseinrichtungen (DLR, ONERA, INTA, CIRA in Italien, NLR in den Niederlanden, VZLU in der Tschechischen Republik) und Hochschulinstitute (u. a. TU Braunschweig, TU München, Bristol University, University of Greenwich). Zielsetzung des mit einem Etat von acht Mio. € ausgestatteten Projektes war die Untersuchung von Blended-Wing-Body-Konzepten (BWB) für die zivile Luftfahrt.
Man erhoffte sich einen evolutionären Sprung bei der Konstruktion von Zivilflugzeugen, wo zurzeit noch zylindrische Druckkabinen und separate Tragflächen vorherrschen.
Als besondere Motivationspunkte bei der Weiterentwicklung des BWB-Konzeptes, wurden
- die Aerodynamik
- Stabilität und Steuerung
- die Flugzeugstruktur
- die Nutzlastunterbringung
- und die allgemeine konstruktive Auslegung

genannt.
Durch ein besseres Verhältnis von dynamischem Auftrieb zu Luftwiderstand sollte auch der Treibstoffverbrauch signifikant verringert werden.

## Ergebnisse
Die Ergebnisse des Vorhabens wurden u. a. auf den Aeronautics Days 2006 in Wien vorgestellt. Demnach stellten sich zwei Konzeptionen, VELA1 und VELA2, als besonders vielversprechend für weitere Untersuchungen dar. Beide schwanzlosen Entwürfe erinnern in ihrer Auslegung stark an die Konstruktionen von Vincent Burnelli, der den sogenannten Auftriebsrumpf (lifting fuselage) entwickelte. Der Rumpf wurde dabei so stark verbreitert, dass er 50 % des Auftriebs erzeugen konnte, während die Außentragflügel konventionell ausgelegt wurden. So wurde anfänglich auch bei VELA der von Burnelli bevorzugte profilförmige Längsschnitt des zentralen Rumpfkörpers in Betracht gezogen. Im Laufe der Projektentwicklung ergab sich jedoch eine starke Abflachung im Längsschnitt, lediglich im Auslauf des Rumpfs blieb die Profilform erhalten.
Während eine Verringerung des Flugzeuggewichts um 8 % und eine Verbesserung der aerodynamischen Eigenschaften um 4 bis 8 % als realisierbar angesehen werden, bleibt die optimale Gestaltung der sehr breiten Passagierkabine weiterhin ein noch nicht abschließend gelöstes Problem.
Im Nachgang des Forschungsvorhabens erteilte das „Future Projects Office“ des Flugzeugherstellers Airbus dem Institut für Flugzeugbau an der Universität Stuttgart den Auftrag zum Bau eines Modells auf der Basis der im Rahmen des Vorhabens im Windkanal untersuchten und optimierten VELA2-Auslegung. 2008 flog das 25 kg schwere Modell, das eine Spannweite von 3 m besitzt, zum ersten Mal.